# Paul Joly
Paul Joly (* 7. Juni 2000 in Orléans) ist ein französischer Fußballspieler, der bei der AJ Auxerre in der Ligue 1 spielt.

## Karriere
Joly begann im Jahr 2008 seine fußballerische Ausbildung bei der US Muides St Dyé, wo er ein Jahr lang spielte. Anschließend wechselte er zu Blois Football. Im Sommer 2015 schloss er sich dem FC Lorient an und drei Jahre darauf dem SC Amiens. Bei Amiens durfte er in den Spielzeiten 2018/19 und 2019/20 neben der U19-Meisterschaft auch schon bei der fünftklassigen Zweitmannschaft Spielpraxis sammeln.
Anschließend wechselte er zur AJ Auxerre, wo Joly zunächst ebenfalls für die Zweitauswahl eingeplant war, jedoch direkt im Oktober 2020 seinen ersten Profivertrag unterzeichnete. Dort spielte er 2020/21 dann auch in der National 2. Am 21. Dezember 2021 (19. Spieltag) debütierte er bei einer 2:3-Niederlage gegen den Le Havre AC über 90 Minuten in der Ligue 2. Gegen Ende der Saison 2021/22 schoss er gegen den FC Pau sein erstes Tor im Profibereich. Insgesamt spielte er sieben Ligaspiele, schoss ein Tor und stieg mit dem Team über die Playoffs in die Ligue 1 auf. Nach dem Aufstieg verlängerte Joly seinen Vertrag bis Juni 2026. Im französischen Oberhaus debütierte er am zweiten Spieltag gegen den SCO Angers, erneut über 90 Minuten. Nach der Hinrunde und zehn Erstligaeinsätzen, wurde er an den Zweitligisten FCO Dijon verliehen. Dort spielte er bis zum Saisonende 19 Mal. Während seiner halbjährigen Leihe war die AJA wieder in die zweite Liga abgestiegen. Hier war er allerdings Stammspieler auf der Rechtsverteidigerposition und absolviert 37 der 38 möglichen Spiele, wobei er acht Treffer vorbereiten konnte. Die Mannschaft und Joly stiegen als Meister direkt wieder in die Ligue 1 auf.

## Erfolge
AJ Auxerre
- Meister der Ligue 2: 2024  ▲
  - Sieger der Playoffs der Ligue 2: 2022  ▲